# İzzet Günay
İzzet Günay (Üsküdar, Estambul, 21 de agosto de 1934) es un actor de teatro, televisión y cine turco. Es uno de los actores turcos más experimentados y conocidos, registrando más de cien apariciones en producciones cinematográficas durante seis décadas.

## Biografía y carrera
Günay estudió en las secundarias de Haydarpaşa y Deniz. Trabajó en el departamento de Obras Públicas Municipales de Estambul y luego en el negocio del lignito. Günay respondió a un casting en un periódico y obtuvo un papel en la obra Kald Ağaçlar Altında del dramaturgo Haldun Dormen. Luego apareció en varias otras obras, entre las que destacan Sokak Kızı İrma y Pasifik Şarkısı Zafer Madalyası.
En 1959 Günay hizo su debut cinematográfico en la producción de Kemal Film Kırık Plak, interpretando al conductor de Zeki Müren. Después de varias pequeñas apariciones, consiguió el papel principal en la película Varan Bir. Ganó el premio en la categoría de mejor actor en el Antalya Golden Orange Festival por su papel en la película Ağaçlar Ayakta Ölür en 1964. Además de su carrera como actor, se desempeñó como cantante de música clásica turca por un breve periodo de tiempo.

## Filmografía

### Cine y televisión
| - 2005 - Aska sürgün - 2004 - Yadigar - 1995 - Bay E - 1981 - Unutulmayanlar - 1980 - Renkli dünya - 1976 - Güngörmüsler - 1975 - Duyun beni - 1974 - Kismet - 1973 - Felek - 1973 - Kader yolculari - 1972 - Askim kaderim oldu - 1972 - Ask ve cinayet melegi - 1972 - Çapkinlar Sahi-Donjuan 72 - 1972 - Hayat mi Bu? - 1972 - Hedefte bes adam - 1972 - Kaderin esiriyiz - 1972 - Kefenin cebi yok - 1972 - O agacin altinda - 1972 - Suya düsen hayal - 1972 - Ali Cengiz oyunu - 1971 - Anneler ve Kizlari - 1971 - Bebek gibi Masallah - 1971 - Genç kizlar pansiyonu - 1971 - Gizli ask - 1971 - Iki belali adam - 1971 - Kadin Paylasilmaz - 1971 - Katil kim - 1971 - Katiller - 1971 - Kezban Paris'te - 1971 - Silahlar konusuyor - 1971 - Yarin aglayacagim - 1970 - Birlesen yollar - 1970 - Duyduk duymadik demeyin - 1970 - Günahsiz katiller - 1970 - Kanunsuz kardesler - 1970 - Kara dutum - 1970 - Red Kit - 1970 - Sillik - 1970 - Soför Nebahat - 1969 - Asi kabadayi - 1969 - Ask yarisi | - 1969 - Cesur kabadayi - 1969 - Esmerin tadi sarisinin adi - 1969 - Fakir kizi Leyla - 1969 - Garibanlar mahallesi - 1969 - Sahane intikam - 1969 - Seninle ölmek istiyorum - 1969 - Tatli günler - 1968 - Affedilmeyen suç - 1968 - Arkadasimin aski - 1968 - Atli karinca dönüyor - 1968 - Incili Çavus - 1968 - Kader böyle istedi - 1968 - Kalbimdeki yabanci - 1968 - Kara atmaca'nin intikami - 1968 - Kezban - 1968 - Menderes köprüsü - 1968 - Vesikali Yarim - 1967 - Aglayan kadin - 1967 - Ayrilik saati - 1967 - Dolmus soförü - 1967 - Düsman asiklar - 1967 - Hayat acilari - 1967 - Hirçin kadin - 1967 - Kara atmaca - 1967 - Kara kartal - 1967 - Kardes kavgasi - 1967 - Kederli Günlerim - 1967 - Sefiller - 1967 - Söyleyin genç kizlara - 1967 - Zalimler de sever - 1966 - Ailenin yüz karasi - 1966 - Aksam günesi - 1966 - Ayyildiz fedaileri - 1966 - Beyoglu esrari - 1966 - Çesmemeydanli Ali - 1966 - Fakir ve magrur - 1966 - Kanli mezar - 1966 - Namus kanla yazilir - 1966 - Seref kavgasi - 1966 - Tehlikeli oyun - 1966 - Ümit sokagi | - 1966 - Yumruklarin kanunu - 1966 - Gurbet türküsü - 1966 - Sevdali kabadayi - 1965 - Cici kizlar - 1965 - Eller yukari - 1965 - Elveda sevgilim - 1965 - Kartallarin öcü: Severek ölenler - 1965 - Kolla kendini bebek - 1965 - Kumarbaz - 1965 - Nazar degmez insallah - 1965 - Seker Hafiye - 1965 - Yabanci olduk simdi - 1965 - Yalanci - 1965 - Ekmekçi kadin - 1964 - Acemi çapkin - 1964 - Afilli delikanlilar - 1964 - Anadolu çocugu - 1964 - Anasinin kuzusu - 1964 - Asfalt Riza - 1964 - Aslanmarka Nihat - 1964 - Bomba gibi kiz - 1964 - Kavga var - 1964 - Kimse Fatma gibi öpemez - 1964 - Macera kadini - 1964 - Ölümün ücreti - 1964 - Öpüsmek yasak - 1964 - Tig gibi delikanli - 1964 - Tophaneli Osman - 1964 - Yigitler yatagi - 1964 - Fistik gibi masallah - 1964 - Agaçlar ayakta ölür - 1964 - Varan Biiir - 1963 - Barut fiçisi - 1963 - Beni Osman öldürdü - 1963 - Çalinan ask - 1963 - Hop dedik - 1963 - Tatli sert - 1962 - Fatosun bebekleri - 1962 - Çifte nikah - 1959 - Kirik plak |